# 穆罕穆德·萨利姆·阿瓦
穆罕穆德·萨利姆·阿瓦（阿拉伯语：‎，；1942年12月22日—）埃及著名伊斯兰学者、伊斯兰思想家和法学家。生于1942年12月22日。1972年获得伦敦大学哲学博士学位。
被认为是温和的伊斯兰民主变革者。世界穆斯林学者联盟（International Union for Muslim Scholars）的前秘书长，埃及文化和对话协会主席。
2011年6月14日，他宣布参加2012年埃及总统选举。

## 政治观点
据debka file网站表示：根据最新民调显示被调查的三分之二选民承诺为穆斯林兄弟会和极端主义沙拉菲运动投票，亲民主和自由的派别不超过三分之一。领先的总统候选人萨利姆·阿瓦希望切断与美国的关系，并建立一个伊朗式的埃及伊斯兰共和国。

## 著作
- في النظام السياسي للدولة الإسلامية، الطبعة الأولى 1975، الطبعة السابعة 1989، دار الشروق.

《伊斯兰国家的政治制度》 1975年第一版 1989年第七版 埃及东方出版社